# うみねこのなく頃に翼
『うみねこのなく頃に翼』とは、同人サークルである07th Expansionが製作している同人ゲーム『うみねこのなく頃に』のイベントなどで頒布された小冊子をゲーム化した作品である。2010年12月31日のコミックマーケット79において販売された。タイトルは『うみねこのなく頃に翼』と、「な」を赤文字で表記する。
また、本作の漫画版が2011年から2013年まで連載された。

## 概要
『うみねこのなく頃に』の小冊子を全てに、立ち絵や背景に音楽を新たに追加した内容になっている。
本編と異なり、比較的にコミカルな描写が多く、本編との事件の関係性も薄い。だが、『うみねこのなく頃に EP8』でも明かされなかった様々な謎の解明を少なからず提示している。
Story1を読み終えると、一気に15話のリストが現れる。全部読み終わると「Postscript」が登場。

## 小冊子一覧
『Story1 Letter of Bernkastel』
ベルンカステルが友人に宛てた手紙。最初はこれしか読めない。内容は、謎の文章とベルンが予測したうみねこのルールの話。
『Story2 魔女たちの七夕は甘くない』
七夕の日に真里亞の願いを聞くベアトリーチェ。その話で盛り上がるラムダデルタとベアト。それを冷ややかに見るベルンカステル。ラムダに何か願いを叶えなさいよとけしかけられて、ベルンカステルは幼い縁寿の夢に現れ、縁寿の願いを叶えると約束した。しかし引き換えに代償を求める。それは「家族が帰って来る日まで絵羽を母と認めず、笑顔を見せてはダメ」というものだった。絵羽と縁寿の関係の破綻を、魔女の仕業であると装飾したお話。
『Story3 ゲームマスター戦人』
EP5とEP6の閑話。新しいゲーム盤のネタが無いので、EP6での出番を餌に駒を言いなりにして遊ぶ最低戦人。
『Story4 朱志香の母の日プレゼント』
朱志香が興味本位で金蔵の魔道書に載っていた魔法陣をつくると、ゼパルとフルフルが現れる。朱志香は彼らに母の日のプレゼントを願い、彼らは魔法のカーネーションを贈る。それは1日の間、母・夏妃の慢性頭痛を朱志香自身にすりかえるというものだった。と思いきや実は、夏妃の頭痛が酷いのは、朱志香に自分の頭痛が遺伝するのではと心配した夏妃が、朱志香の頭痛を自分にすりかえる契約をある高貴な存在と無意識に結んでいたからだった。
『Story5 朱志香と恋のおまじない』
友人のサクと喧嘩した朱志香は、ゼパルとフルフルを呼び出して仲直りのきっかけ作りを願う。ゼパルたちから魔道書をもらった朱志香は、友達と仲直りできるオマジナイを実行。するとサクとあっさり仲直り。本気になった朱志香は次に、好きな人が夢に出るオマジナイをやってみたら、本当にそのとおりの夢を見る。最後に朱志香は、相手に自分の夢を見せるオマジナイをする。しかし嘉音は朱志香の夢を見なかった。オマジナイが効かないことをゼパルたちに訴えると、オマジナイの手順を間違えていたと指摘される。その間違いのせいで、郷田が朱志香の夢を見てしまい、郷田は少し苦悩する。
『Story6 Memoirs of the ΛΔ』
ラムダデルタの回想。ラムダデルタが気まぐれで、人間の願いを1つだけ叶えると告げると、たいていは金や力を求めた。そんなありきたりな人間の願いなど、叶えることは無かった。しかし中には変わり者がいて、2人の少女のうち1人は努力が必ず叶うという保証を求めた。その保証を求める理由を聞くと「神になりたい」と答えた。そして、ラムダは彼女に「努力が絶対に叶う」という保証を与えた。
もう1人の少女は「自分を魔女にして下さい」と答えた。その少女は人間でありながら新しい魔法体系を作っていた。そしてラムダはその魔女の後見人となった。『ひぐらしのなく頃に』に登場する鷹野三四（田無美代子）とラムダデルタの関係性を匂わせる内容となっている。
『Story7 ある料理人の雑記』
郷田が老舗ホテルの料理人だった頃の回想。ホテルの料理人を仕切っていたリーダーの後任争いと、新リーダーに反発して辞めたあとに右代宮専属料理人となった経緯。その後聞いた、ベアトリーチェの怪談話と同じような人影を、深夜に目撃したこと。それを嘉音に相談したこと。嘉音から園芸倉庫が荒らされて魔法陣が描かれていたことを聞き、のちに厨房で同じような魔法陣を目撃したこと。自分が目撃したことを口外しないように源次に釘を刺され、しかたなく手記を残すことにした。影の当主となったヤスが使用人たちに気味の悪い悪戯をしかけ、魔女・ベアトリーチェが存在するかのように思い込ませた一例。
『Story8 勤労感謝の日の贈り物』
戦人達が親への感謝のプレゼントを買う話。そのままプレゼントを贈ってお終いというのが、ワルギリアが語ろうとした結末。しかし途中まで聞いていたベアトが退屈だと言い出し、ベアトが語り手を受け継ぐ。イトコたちのプレゼントを魔法で入れ替えてしまい、絵羽には蔵臼に贈るはずだったドテラ、蔵臼には楼座に贈るはずだった肩たたき券、留弗夫には絵羽に贈るはずだった鋭利な包丁、楼座には留弗夫に贈るはずだった電動カミソリ、が贈られてしまう。ベアトはワルギリアとロノウェにも贈り物があると告げ、ワルギリアにはボケ防止大人の塗り絵、ロノウェには痛風防止のヒアルロン酸を贈る。老人扱いに怒ったワルギリアは、ベアトに魔法バトルをけしかける。
『Story9 七姉妹のバレンタイン』
七姉妹がチョコをあげる話。最後はベアトが戦人にチョコをあげようとするが…。
『Story10 ベアトリーチェのホワイトデー』
七姉妹がホワイトデーのプレゼントをもらう話。ベアトリーチェだけはチョコを渡しそこねたので、面白くないベアトはシエスタ姉妹を呼び出して七姉妹のプレゼントをぶち壊す。それを咎めたワルギリアは、ベアトがバレンタインをやり直すために時間逆行の魔法をかける。『うみねこのなく頃に』における「魔法」がどうやって成り立っているかを端的に説明するお話。
『Story11 新人司祭コーネリア』
コーネリアが新人だった頃の話。司祭に強い憧れを持つコーネリアは業務以外でも法語での会話に拘るため周囲から浮いており、良かれと思って提案した綱紀粛正とハロウィーンティッシュ配りが大失敗してしまう。しかしガートルードに声をかけられたコーネリアは、思い描いていた理想が非現実的なものだということに気付き、それを認めて自分を変えていくことを決意する。
『Story12 だれのおちゃかい？』
ラムダデルタのお茶会に呼ばれたベルンカステル。道中にある切り株の椅子や、飲み物などを罠だと察知して無視して、お茶会を開く小屋へたどり着く。
小屋の中では、ラムダとフェザリーヌがベルンが来るか賭けをしていた。ベルンが来ないと言うフェザリーヌ、来るというラムダの会話を盗み聞きしたベルンは、後戻りして切り株の椅子に座って罠にかかる。それはフェザリーヌの思い通りになるのが、癪だったから。
そしてフェザリーヌは、ベルンはチーズケーキが似合うと言う。ベルンは、フェザリーヌは納豆とおからが似合うと返す。
『Story13 バレンタインペーパー』
GMとなった戦人のもとにバレンタインチョコと手紙が届いた、という体でそれぞれの手紙を読み進める。手紙の相手は、煉獄の七姉妹、シエスタ姉妹、ドラノール、コーネリア、ガートルード、ゼパル、フルフル、ベアト、縁寿。
『Story14 さくたろう煉獄山へ』
さくたろうが煉獄山に登る話。楼座に引き裂かれて死んださくたろうは、真里亞の元へ帰る為に煉獄山の苦難に耐え、長い歳月の間にボロボロになりながらも頂上へ至る。そして現世へ戻ったさくたろうはとある寝具店で、自分を真里亞の元へ届けてくれる最後のベアトリーチェ・縁寿を待ちながら眠るのであった。EP6の本編の描写と併せ、EP4において縁寿が寝具店で見つけたものはなんだったのか、という謎に対する答えを明かす内容となっている。
『Story15 Arigato for 556』
シエスタ姉妹の生い立ちの話。シエスタ社の霊子戦兵器として真里亞の護衛となるという設定。また45や556との出会い。
読み終わると「Postscript」が登場。
『Postscript』
隠しストーリー。ベルンカステルの文体で締めの言葉とスタッフロール。

## 漫画版
『増刊ヤングガンガンビッグ』、『月刊ビッグガンガン』で連載。作画は伊東フミ。未収録作品(『Letter of Bernkastel』『Memoirs of the ΛΔ』『Postscript』)もあるが逆に原作『うみねこ羽』から『朱志香と殺人扇風機』が収録され、3巻で完結した。
1. 2012年04月21日 ISBN 978-4-7575-3558-9
2. 2012年08月22日 ISBN 978-4-7575-3714-9
3. 2013年08月22日 ISBN 978-4-7575-4046-0

## その後
2011年12月のコミックマーケット81において「彼岸花の咲く夜に 第二夜」「黄金夢想曲†CROSS」 の同時購入特典として『うみねこのなく頃に羽』が発表された。収録作品は『朱志香と殺人扇風機』『偽書No,XXX』の2話。
2019年10月、『ひぐらしのなく頃に』のオールインワンパックである『ひぐらしのなく頃に奉』の反響を受け、原作オールインワンパックとして『うみねこのなく頃に咲(さく)』が発表された。新規収録作品は『我らの告白』(初スクリプト化、初出は上述のコミックマーケット81における同時購入特典)『Last note of the golden witch』(書き下ろしシナリオ)の2話。